# Elezione del Presidente del Senato del 1976
L'elezione del presidente del Senato del 1976 per la VII legislatura della Repubblica Italiana si è svolta il 5 luglio 1976.
Il presidente del Senato uscente è Giovanni Spagnolli. Presidente provvisorio, in sostituzione di Giovanni Gronchi, è il senatore a vita Ferruccio Parri
Presidente del Senato della Repubblica, eletto al I scrutinio, è Amintore Fanfani.

## L'elezione

### Preferenze per Amintore Fanfani
| Scrutinio | Voti | Percentuale |
| --------- | ---- | ----------- |
| I         | 270  | 86,2%       |

## 5 luglio 1976

### I scrutinio
Per la nomina è richiesta la maggioranza assoluta dei componenti dell'Assemblea.
| Dati votazione | Dati votazione |  | Nome             | Nome | Voti |
| -------------- | -------------- |  | ---------------- | ---- | ---- |
| Presenti       | 313            |  | Amintore Fanfani | 270  |      |
| Votanti        | 313            |  | Schede bianche   | 42   |      |
| Astenuti       | 0              |  | Schede nulle     | 1    |      |
| Maggioranza    | 162            |  |                  |      |      |

Risulta eletto: Amintore Fanfani